# 마이클 안사라

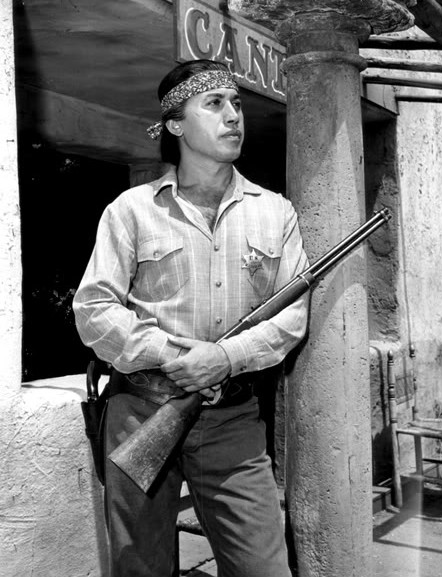

마이클 안사라(Michael Ansara, 1922년 4월 15일 ~ 2013년 7월 31일)는 미국의 영화배우, 텔레비전 배우, 연극 배우, 성우이다.
시리아에서 태어났으며 칼라바사스에서 사망하였다. 사인은 알츠하이머병이다.  포리스트 론 메모리얼 파크에 매장되었다.

## 영화
- 배트맨 비욘드: 더 무비 (1999년)
- 배트맨과 미스터 프리즈 (1998년)
- 특명1호 (1987년)
- KGB 비밀 전쟁 (1986년)
- 억세스 코드 (1984년)
- 별들의 전쟁(영어판) (1979년)
- 꿈꾸는 낙원 (1978년)
- 예언자 마호메트 (1976년)
- 그것은 살아있다 (1974년)
- 형사 맥밀란 (1971년)
- 타겟 해리 (1969년)
- 황야의 7인 2 (1969년)
- 타임 터널 (1966년)
- 우리 생애 나날들 (1965년)
- 최고의 이야기 (1965년)
- 내 사랑 지니 (1965년)
- 헤럼 스케럼 (1965년)
- 해저 여행 (1964년)
- 해저 여행 (1961년)
- 코만체로스 (1961년)
- 추격 (1959년)
- 론 레인저 (1956년)
- 부러진 화살 (1956년)
- 딜론 보안관 (1955년)
- 애보트와 코스텔로 미이라 만나다 (1955년)
- 주피터의 애인 (1955년)
- 이집트 (1954년)
- 화이트 윗치 닥터 (1953년)
- 나일 강의 뱀 (1953년)
- 성의 (1953년)
- 줄리어스 시저 (1953년)
- 외교문서 운반자 (1952년)
- 발리로 가는 길 (1952년)
- 마이 페이버릿 스파이 (1951년)
- 론 레인저 - 49년 시리즈 (1949년)
- 액션 인 아라비아 (1944년)